# Bogo (Barani)
Pour les articles homonymes, voir Bogo.
Bogo est une commune située dans le département de Barani de la province de Kossi au Burkina Faso.